# Битка на Халису
Битка код Халиса вођена је 28. маја 585. п. н. е. између Медије са једне и Лидије са друге стране. Битка је остала упамћена по помрачењу Сунца које се одиграло непосредно пре напада војски. Битка представља један од првих догађаја чији је датум тачно утврђен.

## Битка
Лидијску војску предводио је Алијат II, а медијску Кијаксар. Повод за избијање рата је, према Херодоту, одбијање Алијата да испоручи Кијаксару убице његовог сина. Одлучујућа битка требало је да се одигра код реке Халис. Међутим, помрачење сунца су обе стране протумачиле као лош знак због чега је бој прекинут. Талес из Милета прорекао је Јоњанима помрачење. Река Халис остала је граница између две државе. Убрзо је склопљен мир који је гарантован династичким браком између лидијске принцезе и Кијаксаровог сина Астијага. Истраживања НАСА-е доказала су да се помрачење заиста догодило 28. маја 585. године п. н. е. Потпуна помрачина догодила се на северу Атлантског океана док се у југозападној Анадолији догодила делимична помрачина.